# Борил
 Тази статия е за българския цар от XIII век.  За българския дунавски остров вижте Борил (остров).  За селото в Оряховско вижте Байкал (село).
Борѝл е цар на България от 1207 до 1218 г. Той е син на неизвестна по име сестра на предишните царе братята Петър, Асен и Калоян.

## Възкачване на трона
Борил достига до трона след гражданска война с другите претенденти за короната – Алексий Слав (който е син на друга неизвестна по име сестра на Асен, Петър и Калоян) и брат си Стрез. Твърденията на някои историци, че Борил е узурпатор не почиват на сериозни данни, защото не е известен закон за наследяването на короната в Българското царство по това време. Нещо повече – Борил се легитимира като владетел, женейки се за вдовицата на убития цар. Така той въвежда в България една практика, характерна за Византия и по-точно за т. нар. Македонска династия (867 – 1056 г.); по-късно такава легитимация търси и Ивайло). Борил се оказва най-силният от всички претенденти и завзема властта. Алексий Слав се оттегля в Пиринско и Родопите и там застава начело на независимо феодално владение със столица Цепина, а след това Мелник. Братът на Борил – севастократор Стрез, образува самостоятелно владение в Средна Македония с център Просек. Синовете на Асен I - Иван Асен II и Александър (севастократор), са принудени да избягат при куманите, а оттам в Галичкото руско княжество или в Киевска Рус.

## Управление
Управлението на Борил е белязано от редица неуспехи, но като цяло в началото той следва политиката на Петър, Асен и Калоян. Той води агресивна политика към съседите, като сериозни неуспехи го карат кардинално да смени съюзниците си. Военните му походи са окачествявани нерядко като неуспешни и катастрофални, като водят до отслабване на българската войска и икономически изтощават България. Калоянова България, която с много кръв е успяла да си възвърне Тракия, при Борил загубва повечето свои придобивки. Тези оценки са справедливи само отчасти, а обективният прочит на събитията показва, че за някои от тези загуби вината не е само на цар Борил, а и на неговите противници Алексий Слав и Стрез, които в името на своите лични интереси влизат в съюз с противници на българската държава.

### Военни действия през 1208
През лятото на 1208 г. Борил, начело на български и кумански войски, нахлува в Източна Тракия и започва да я опустошава. Латинският император Анри Фландърски побързва да съсредоточи „цялата си войска“ в района на Саламбрия. Оттам се пренася в Одрин, откъдето латинските войски настъпват към Боруй (Стара Загора). При последвалата битка при Боруй (юни 1208 г.), използвайки нощта за незабелязано приближаване, призори българските войски нападат изненадания противник. Започва стрелкови бой, по време на който латинските сили се опитват да се построят в боен ред, но понасят големи жертви и губят сражението. За да спаси армията си, Хенри се изтегля към Пловдив. Изтеглянето на латинците е затруднено от непрестанните атаки, които им организират българските войски, а също и от враждебното отношение на местното население, което отказва да ги снабдява с продоволствия. Латинската армия се разполага на стан северно от Пловдив. Още на следващия ден, недалеч от стана си, рицарите забелязват главните български и кумански сили, построени в боен ред. Затова, макар и изморени, латинците са принудени да се подготвят за бой още през нощта.
На 31 юли 1208 г. двете войски са готови за сражение, строени една срещу друга. Борил разполага с около 33 000 души срещу приблизително същия брой латинци. Според хроникьора Анри дьо Валансиен сражението започва с голямо ожесточение. Латинските войски успяват да отблъснат българите и преминават в настъпление. Вероятно Борил оттегля войската си в прохода Св. Никола, в околностите на с. Турия.
Поражението на Бориловите войски при Пловдив решава съдбата на Тракия. След като латинците се справят с българските войски, Алексий Слав се признава за техен васал, а по-късно става и зет на латинския император Анри.

### Военни действия 1211 – 1214 г.
Въпреки поражението при Пловдив, войната между Борил и император Анри продължава и през следващите години. Българският цар се съюзява със Стрез и Михаил I Комнин и прави няколко опита да напредне към Солун от Вардарска Македония. Двете войски трябва да нахлуят в земите на Солунското латинско кралство, в които и преди това Стрез извършва нашествия. Латинците обаче вземат инициативата в свои ръце и настъпват към Просек. Двете войски се срещат в Битолското поле (Пелагония), където българите са разбити. През есента на същата година начело на голяма войска Борил се отправя отново към Солунското кралство. По пътя си той обсажда резиденцията на Алексий Слав – Мелник, и успява да я превземе. По-късно обаче обединените сили на латинците и деспот Слав успяват да нанесат тежко поражение на Бориловите войски. След това ново поражение настъпва обрат в отношенията между Борил и Анри, който се оженва за доведената дъщеря на българския владетел Мария. Тя е дъщеря на цар Калоян. Което от своя страна кара Алексий Слав да се сроди с владетеля на Епирската държава и така уравновесява положението си.
През 1213 година Борил успява да се справи с един бунт на кумански вождове във Видинската област с помощта на унгарски войски, изпратени от крал Андрей II. В отплата за оказаната помощ Борил отстъпва на маджарите Белградската  област.
През 1214 година, по инициатива на Борил, е изградена мощна коалиция. В нея влизат Латинската империя, Стрез и епирският деспот Михаил I Комнин Дука Ангел. Коалицията предприема военни действия срещу сръбския владетел Стефан и обсажда Ниш. Една нощ обаче в лагера на съюзната войска, разположена край града, настъпва суматоха, а българите нападат латинците и започва междуособен бой, с който пропада предначертаният план за атака. Самият Стрез, който се насочва към земите на Стефан от юг, умира неочаквано, след посещение на Сава (църковния глава на сърбите). Михаил Комнин от своя страна навлиза в Арбанон и завладява Скадър (Шкодра), но скоро след това бива убит. Неговият приемник Теодор Комнин завзема владенията на Стрез в Македония.

### Събор срещу богомилите
По времето на управлението на Борил в България се засилват проповедите на богомилите. Богомилството прониква и в градовете, където намира почва сред бедните слоеве. В Средец (София) е изградена богомилска община начело с Петър Кападокийски, означен като „дедец“, т.е. главен ръководител. Проповедите на богомилите не се ограничавали само с нападки срещу Църквата, а засягали и царската власт. В Бориловия синодик става дума за нощни събрания на еретиците и техните привърженици, намеква се за заговор срещу живота на царя, отправят се анатеми срещу „разбойници и убийци“.
При това положение Борил и неговите приближени, подкрепяни от Църквата, решават да се справят с еретиците. На 11 февруари 1210 г. в Търново е свикан голям събор, за да се занимае с тяхното учение и да го осъди. На събора присъстват всички архиереи, свещеници и монаси, както и всички боляри и голямо множество от простолюдието. Председателства самият цар, облечен в най-тържествените си одежди, и той лично води разследването на докараните пред събора богомили. Започва продължителен спор между него и еретиците, който завършва с това, че възгледите им са отхвърлени и анатемосани. Част от еретиците се връщат към официалната вяра, а онези, които отказват да сторят това, са подложени на различни наказания и заточения.
След завършване на събора по нареждане на Борил е преведен на български език гръцкият Синодик в неделята на православието от 843 г., в който се съдържали изложения и анатеми срещу различни по-стари ереси, разпространявани във Византия. В преведения на български Синодик е прибавена специална глава, в която се излагат и проклинат схващанията на богомилството. Т. нар. Борилов синодик е един от най-важните извори за средновековното ни минало. Той продължава много след управлението на Борил, в него са включени управленията на царе, манастири и се явява първи сериозен опит за български хроники на средновековната ни история.

### Последни години
Тежките териториални загуби влошават положението на Борил, което дава възможност на другите претенденти за короната Иван Асен и брат му Александър да се появят на българска територия начело на наемни руски дружини. Към тях се присъединяват и голям брой противници на Борил. Така той е принуден да се затвори в столицата, но след седеммесечна обсада, синовете на Асен I успяват да влязат победоносно в Търновград. Борил е ослепен, а на престола се възкачва Иван Асен II. Според някои данни, Борил е заточен и прекарва последните години от живота си в манастира „Св. пророк Илия“ край Горна Оряховица.

## Брак и потомство
Борил има брак с Анна Куманката (по-късно монахиня Анисия), която преди това е съпруга на цар Калоян. През 1213 година се развежда с нея като тя бива замонашена, а той се жени за латинката Елизабет дьо Куртене, дъщеря на Йоланда Фландърска и племенница на латинския император Анри Фландърски.